# Denis Meyers
Pour les articles homonymes, voir Meyers.
Denis Meyers, né en 1979 à Tournai, est un graphiste, graveur et peintre belge.

## Biographie
Denis Meyers a fait son premier pochoir à l'âge de 8 ou 9 ans sur son skateboard.
Il étudie le design graphique et la typographie à l'École Nationale Supérieure des Arts Visuels de La Cambre à Bruxelles, dont il est diplômé en 2004. 
Il peint, crée des stickers, des pochoirs, des sérigraphies, des lettrages…
Il est petit-fils de l’affichiste Lucien De Roeck.

## Expositions/Actions
- Collection de verres à Duvel, 2010[3]
- Carnet recherches graphiques et typographiques, Maison de la culture de Tournai, 2011[4]

## Fresques

### Kosmopolite Art Tour 2012 à Louvain-la-Neuve
Dans le cadre du Kosmopolite Art Tour 2012 à Louvain-la-Neuve, Denis Meyers décore avec Corn79 et Zork une cage d'escaliers extérieure située au no 2 de la ruelle Saint-Éloi à Louvain-la-Neuve.
Les artistes ont opté pour un thème « galaxie ». Cette grande cage d'escaliers extérieure, située au no 2 de la ruelle Saint-Éloi est peinte en gris anthracite et ornée d'une grande main bleue, de plusieurs motifs étoilés et d'un astéroïde.
Le sommet de la cage d'escaliers, en haut à droite, porte en lettres blanches la signature des artistes et la mention du KAT 2012 :

Corn79, Denis Meyers, Zork made

Kosmopolite * LLN * 2012

Peintures murales de la ruelle Saint-Éloi
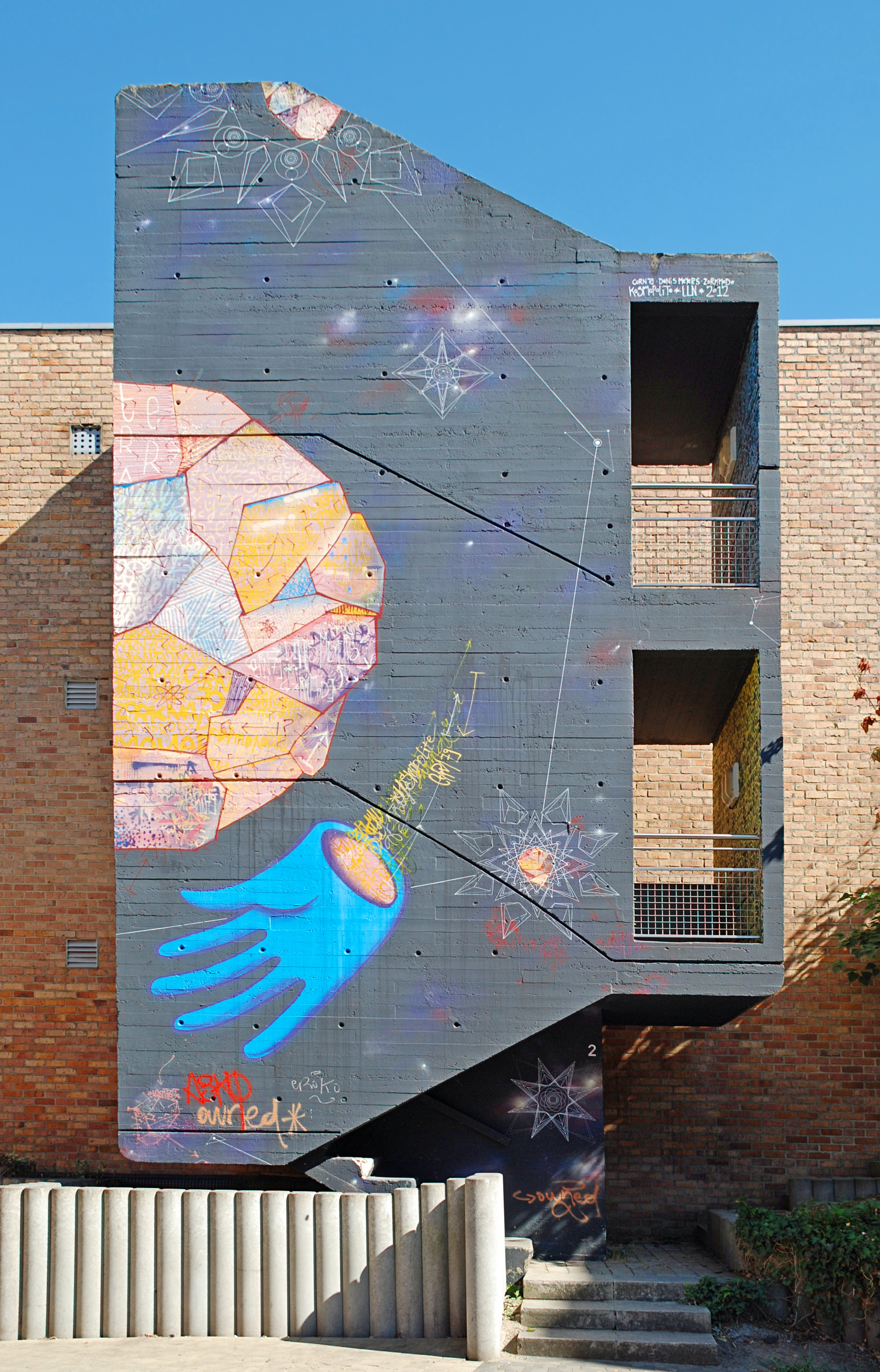
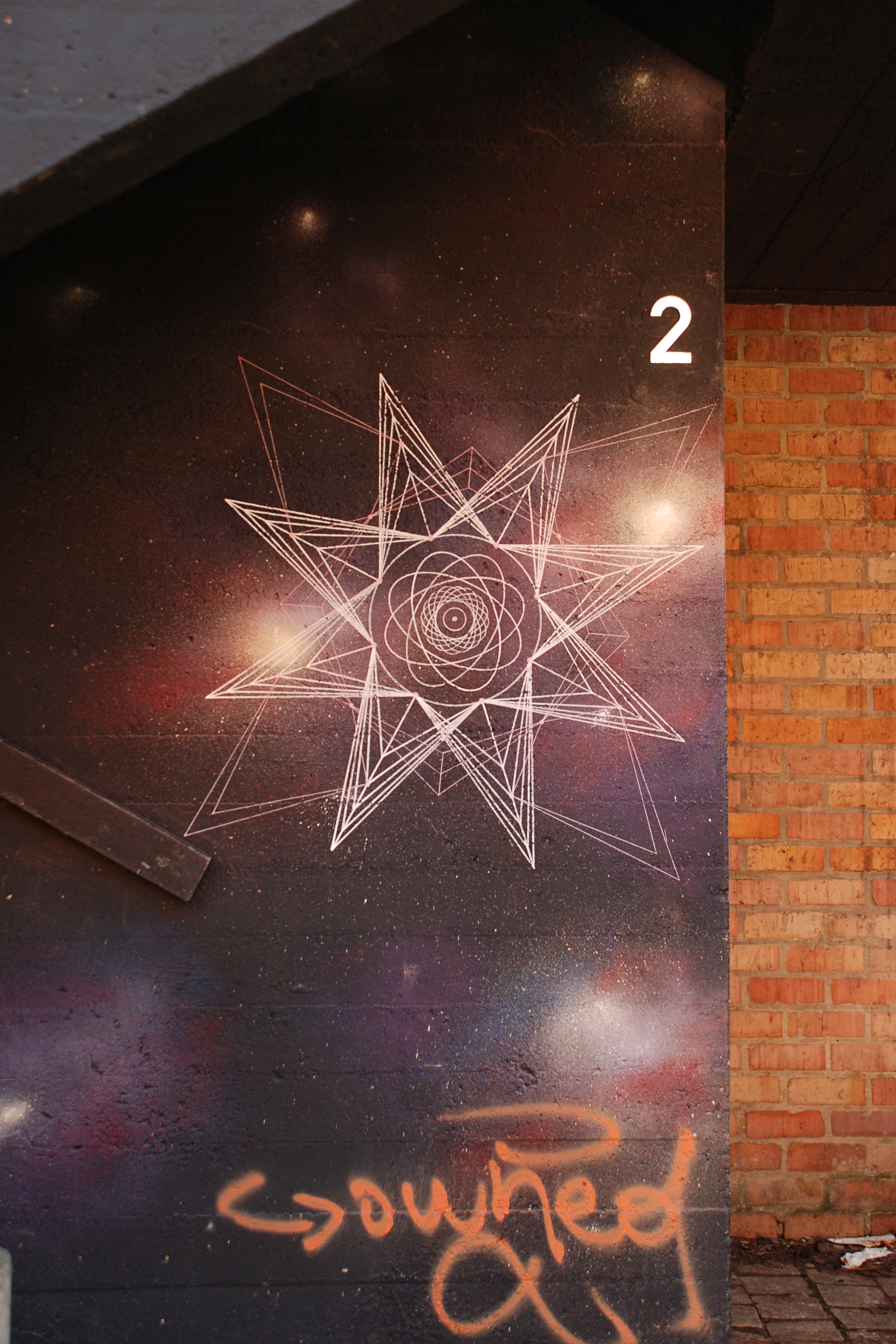
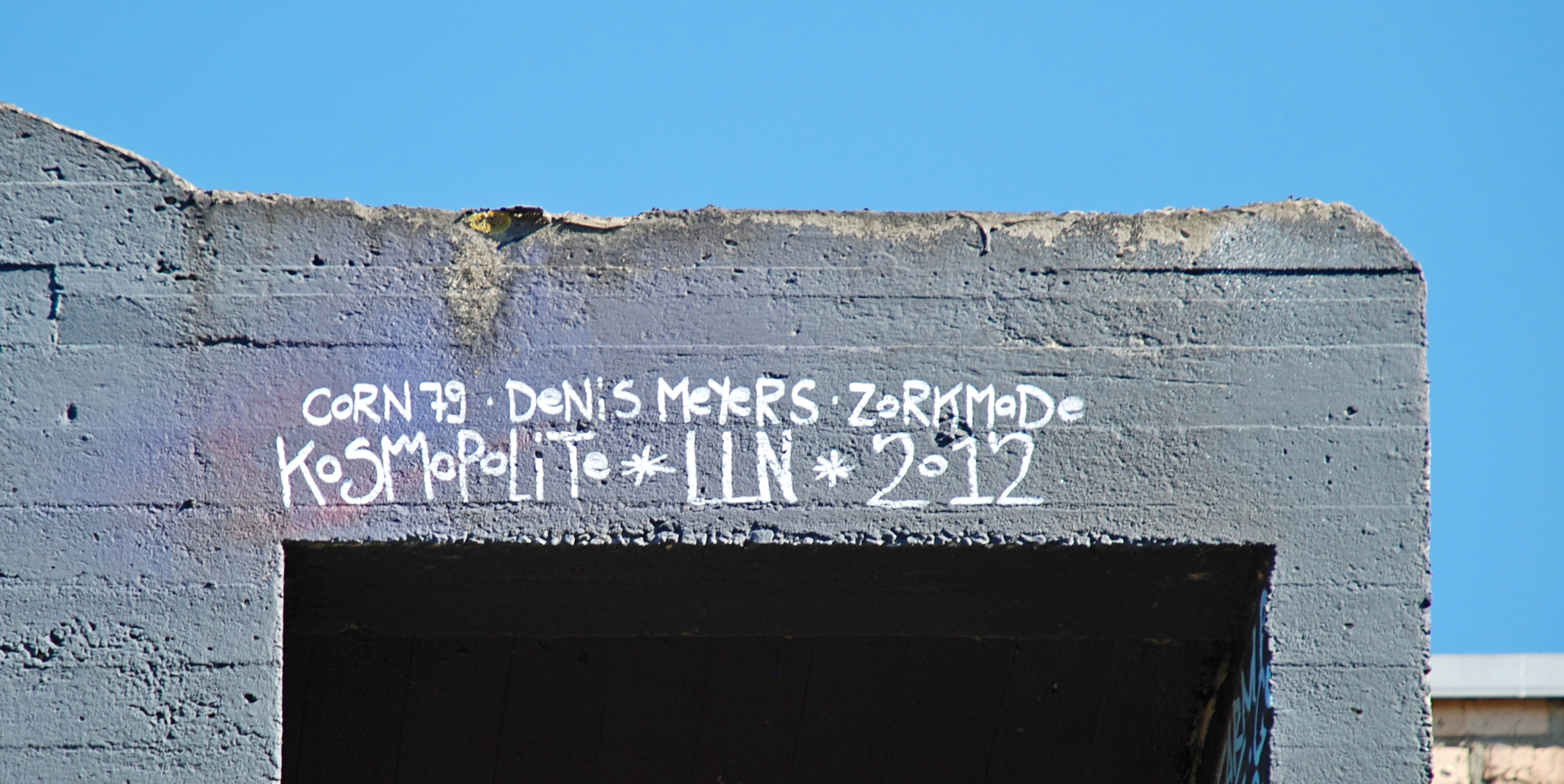

### Autres
- Art dans la Ville, Tournai, Cimetière du nord, 2012[6]
- Fresque murale "Prévention SIDA", avec Arnaud Kool, 290 rue Haute, Bruxelles, 2014[7]
- Remember Souvenir, Anciens bâtiments Solvay, Bruxelles, 2016[8]

## Collections
- Centre de la Gravure et de l'Image imprimée de la Fédération Wallonie-Bruxelles[2]